# Russell Osman
Russell Charles Osman (ur. 14 lutego 1959 w Repton) – angielski piłkarz grający na pozycji obrońcy i trener piłkarski. Jest synem Rexa Osmana, byłego piłkarza Derby County.

## Kariera klubowa
Osman rozpoczął karierę w 1975 w juniorskiej drużynie Ipswich Town. Rok później został włączony do pierwszego zespołu, dla którego w latach 1976-1985 zagrał w 294 meczach, w których strzelił 17 goli. Wygrał z tym klubem Puchar UEFA w 1981. W latach 1985–1988 grał w Leicester City, dla którego wystąpił w 108 spotkaniach, w których zdobył 8 bramek. Następnym klubem w karierze Osmana było Southampton, dla którego rozegrał 96 meczów i strzelił 6 goli. W latach 1991–1994 był zawodnikiem Bristol City (zdobył 3 bramki w 70 meczach). Od 1994 do 1995 grał w Sudbury Town, a od 1995 do 1996 w Brighton & Hove, dla którego zagrał w 12 spotkaniach. Ostatnim klubem Anglika było Cardiff City, dla którego rozegrał 15 meczów.

## Kariera trenerska
W latach 1993–1994 był grającym trenerem Bristol City, a w 1995 pełnił funkcję tymczasowego trenera Plymouth Argyle. W 1996 został zatrudniony w Cardiff City, gdzie pracował do 1998. W 2004 był tymczasowym trenerem Bristol Rovers. W listopadzie 2007 objął stanowisko asystenta w Exeter City. Od lutego 2011 do sierpnia 2013 trenował młodzieżowy (U-18) zespół Ipswich Town.

## Kariera reprezentacyjna
Osman zagrał 11 meczów w reprezentacji Anglii w latach 1980-1983.

## Kariera filmowa
Osman zagrał Douga Cloure'a w filmie „Ucieczka do zwycięstwa”.

## Osiągnięcia
- Puchar UEFA (1): 1981